# فرودگاه نورث وی
فرودگاه نورث وی (به انگلیسی: Northway Airport) یک فرودگاه همگانی بهره‌برداری هوایی با کد یاتا ORT است که یک باند فرود آسفالت دارد و طول باند آن ۱۵۵۴ متر است. این فرودگاه در شهر نورث‌وی، آلاسکا کشور ایالات متحده آمریکا قرار دارد و در ارتفاع ۵۲۳ متری از سطح دریا واقع شده است.